# Zlatý Bažant
A Zlatý Bažant (kiejtése: zlatí bazsant, jelentése: arany fácán) szlovák sörmárka, melyet Ógyallán állít elő a Heineken International tulajdonában lévő Heineken Slovensko. Magyarországon licenc alapján gyártják.

## Története

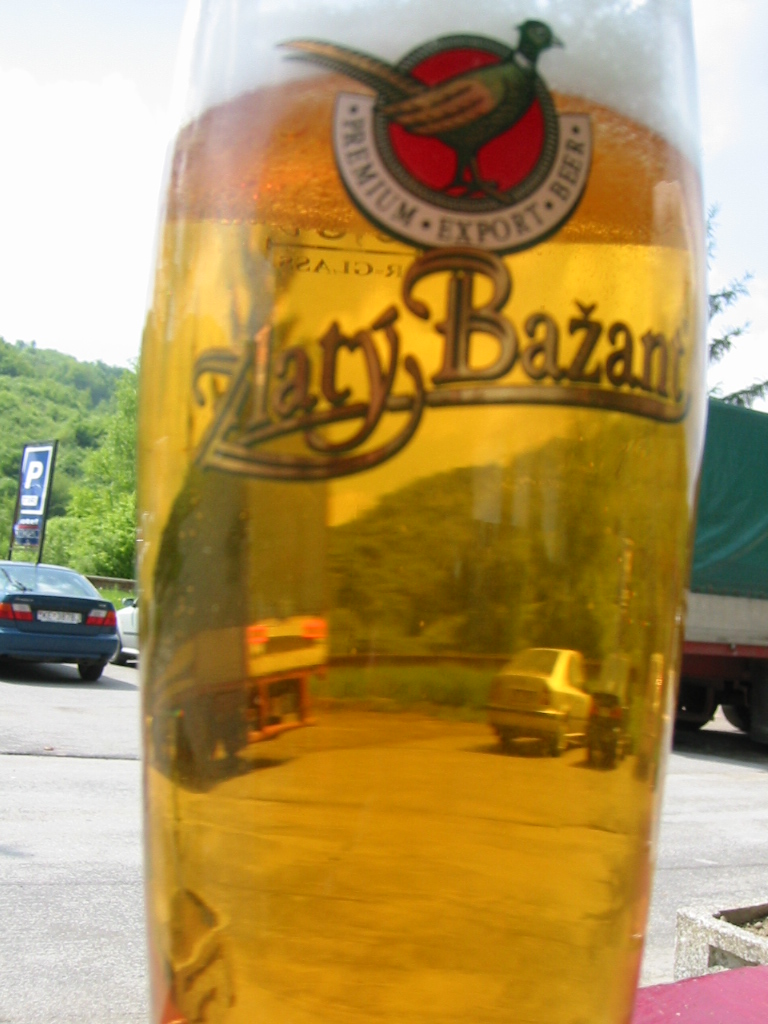

A Zlatý Bažant sört (először Hurbanovské pivo - Ógyallai sör - néven, majd átnevezték mai nevére) 1969-ben, röviddel az Ógyallai Sörgyár megnyitása után kezdték főzni. A nevét állítólag a település környékén nagy számban előforduló madárról kapta, melynek létezik aranyfácán elnevezésű rokona is.
A márka nem csak Csehszlovákiában lett népszerű, hanem a Pilsner Urquell-lel és a Budweiser Budvarral együtt jelentős mértékben hozzájárult az ország exportjához.
1971-ben, Csehszlovákiában az elsők között kezdték el forgalmazni dobozos kiszerelését is. A nyolcvanas években Pito névvel alkoholmentes változatot is piacra dobtak: ezt a hagyományt a mai Zlatý Bažant Nealko folytatja. 1995-ben a gyárat és a márkát megvásárolta a holland Heineken cég. Az utolsó újítás a Bažant Radler 2011-es bevezetése volt.

## Jellemzői
A Zlatý Bažantnak közepesen erős, keserű íze van. Habja nem tartós, szaga édes. Kóstolás után is először a maláta édes íze tűnik fel, ami a háttérben később is megmarad, bár a komló keserűje hamar dominánssá válik, és az utóíz is inkább keserű.

## Termékek
- Zlatý Bažant 12° - világos lager sör. Közepesen keserű, alkoholtartalma 5%
- Zlatý Bažant 10° - világos sör, melyen jobban érezhető a komló és maláta tiszta aromája. Jellemzően keserűbb, alkoholtartalma 4,3%
- Zlatý Bažant Tmavé - barna sör, íze egyszerre édes, karamellás és közepesen keserű. Alkoholtartalma 3,8%
- Zlatý Bažant Nealko - alkoholmentes sör, Szlovákiában a típus legnépszerűbbje
- Bažant Radler - sörből és citromléből készül. Tartósítóanyagot és színezéket nem tartalmaz, alkoholtartalma 2%
- Zlatý Bažant Pšeničné - búzasör. 2007 óta főzik korlátozott mennyiségben, karácsonyi termékként. Színe jellegzetesen halványsárga, íze kicsit savas, gyümölcsösen fűszeres
- Zlatý Bažant Porter - barna sör, színe szinte teljesen fekete, habja is barna, szintén a limitált kiadások szériájából
- Zlatý Bažant Bock - , karácsonyi, korlátozott mennyiségben főzött barna baksör
- Zlatý Bažant Tmavé kvasinkové - erős karamellízű, élesztős barna sör, a limitált kiadás-sorozat része
- Zlatý Bažant '73 - Az 1973-ban használt receptje alapján készült sör. Alkoholtartalma 4,5 %

## Export

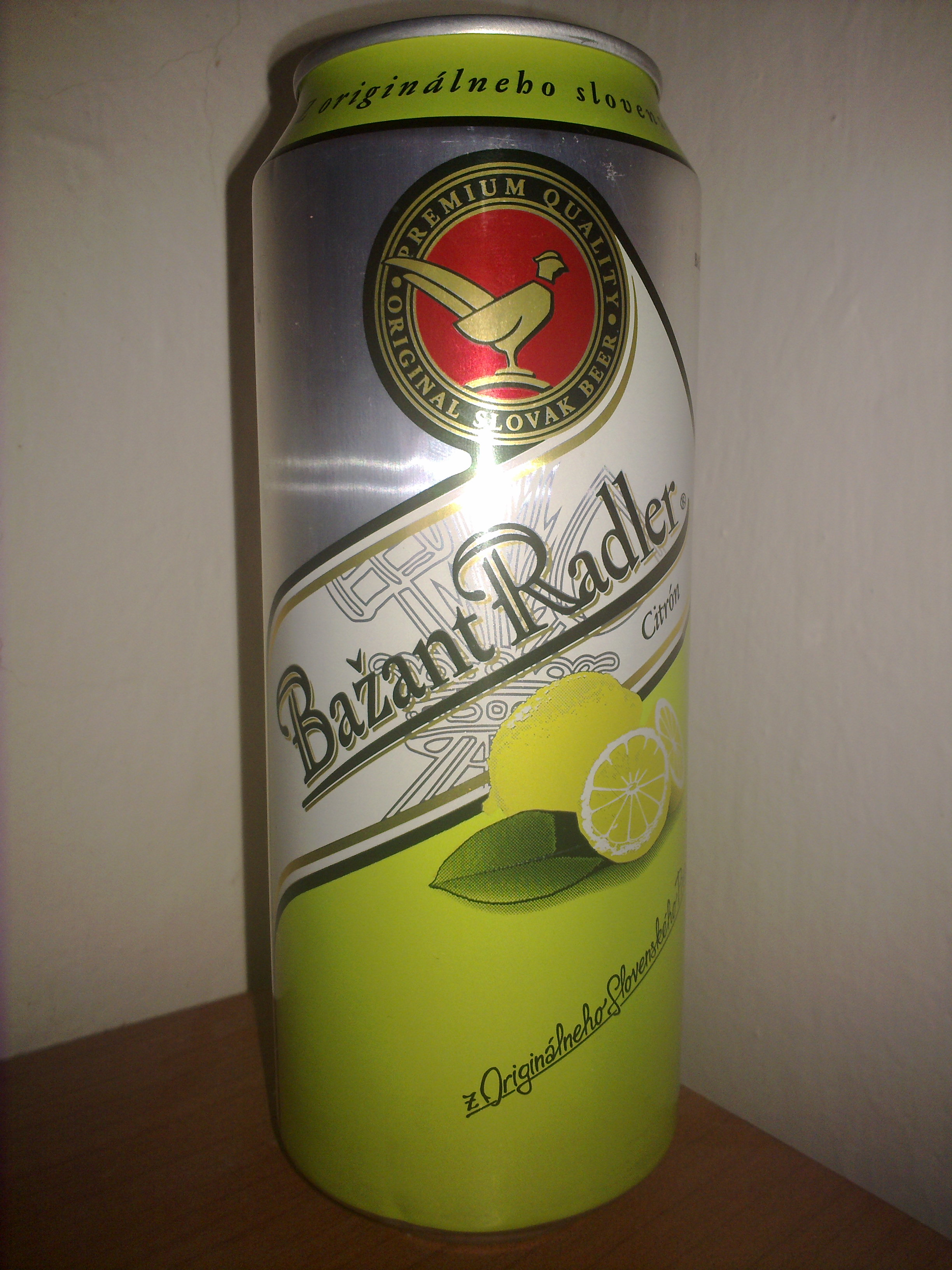
Bažant Radler

A Zlatý Bažantot licenc alapján Magyarországon, Csehországban, Oroszországban és Fehéroroszországban is főzik. 
Általános vélekedés szerint a magyarországi változat minősége elmarad az eredetitől. [forrás?] Ezenkívül további 16 országba, többek között az USA-ba, Kanadába, Angliába, Németországba, Dániába, Finnországba, Izraelbe és Ausztráliába exportálják.

## Fordítás
- Ez a szócikk részben vagy egészben  a   Zlatý Bažant című szlovák Wikipédia-szócikk ezen változatának fordításán alapul.  Az eredeti cikk szerkesztőit annak laptörténete sorolja fel. Ez a jelzés csupán a megfogalmazás eredetét és a szerzői jogokat jelzi, nem szolgál a cikkben szereplő információk forrásmegjelöléseként.